# 小山 思川温泉

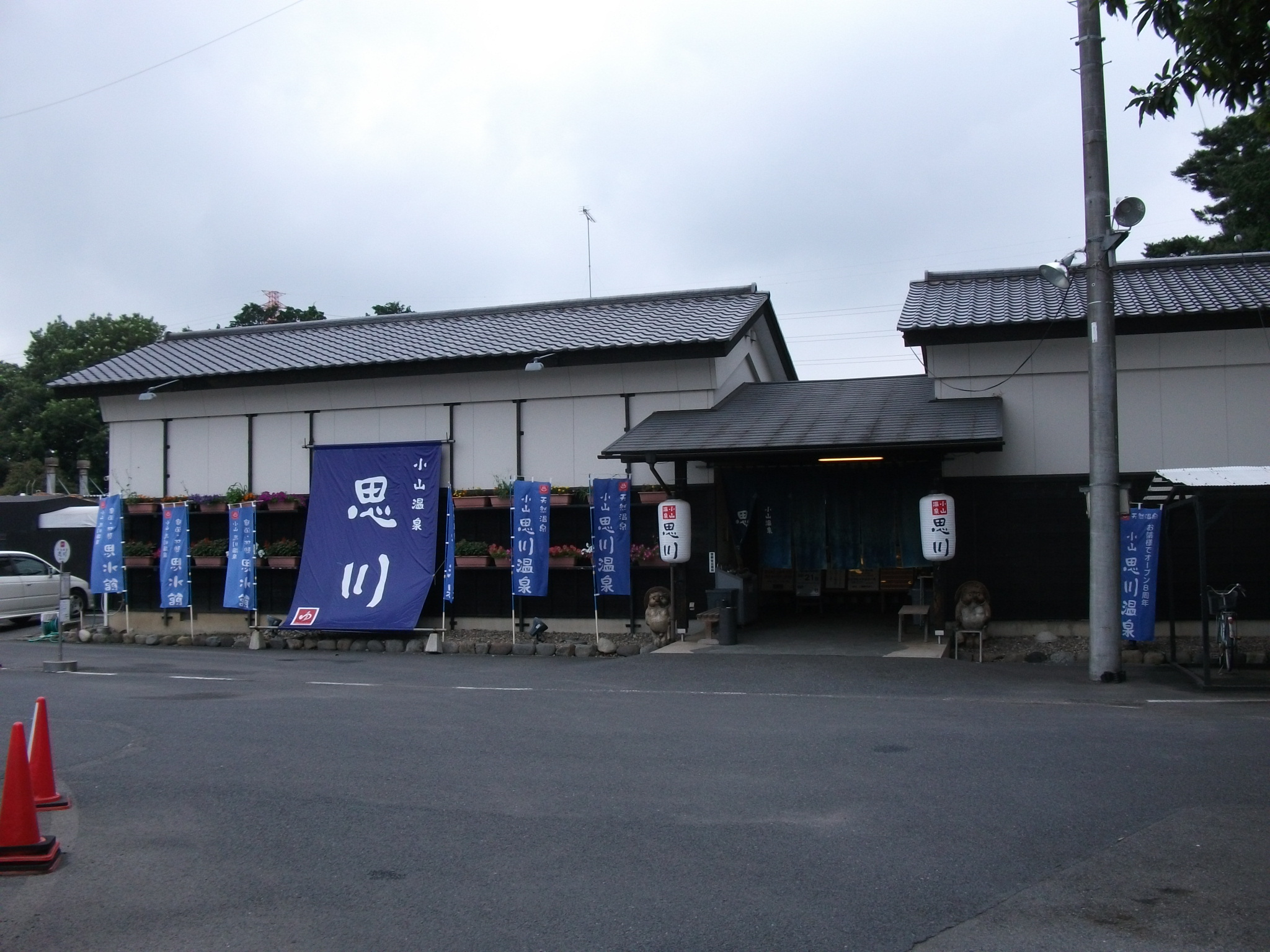
小山温泉 思川

小山 思川温泉（おやま おもいがわおんせん）は、栃木県小山市にある温浴施設。
もともとは小山ゆうえんちの集客力向上と多角化するレジャー志向に対応するため、1966年(昭和41年)7月に新規事業として併設した『ヘルスセンター小山』を出発点とする。その後、1985年3月に旧.ヘルスセンター小山を設備改修し「ニューラドン温泉」をオープン。1990年代後半に施設の老朽化と再リニューアルを目的とした建て替えが必要となり、既設のヘルスセンター小山を2002年に改築し現本館設備と露天風呂、宴会場、リバーサイト小山A館・B館、ログハウスを段階的に順次新設した。2005年に小山ゆうえんちは閉園したが『小山温泉 思川』は単独の施設として分離・独立、現在は名称を『小山 思川温泉』と変更し営業している。施設内には日帰り入浴施設のほか、宿泊可能なログハウスもある。2007年には小山ゆうえんち跡地におやまゆうえんハーヴェストウォークが開業している。2022年に開業20周年を迎えた。

## 泉質・効能

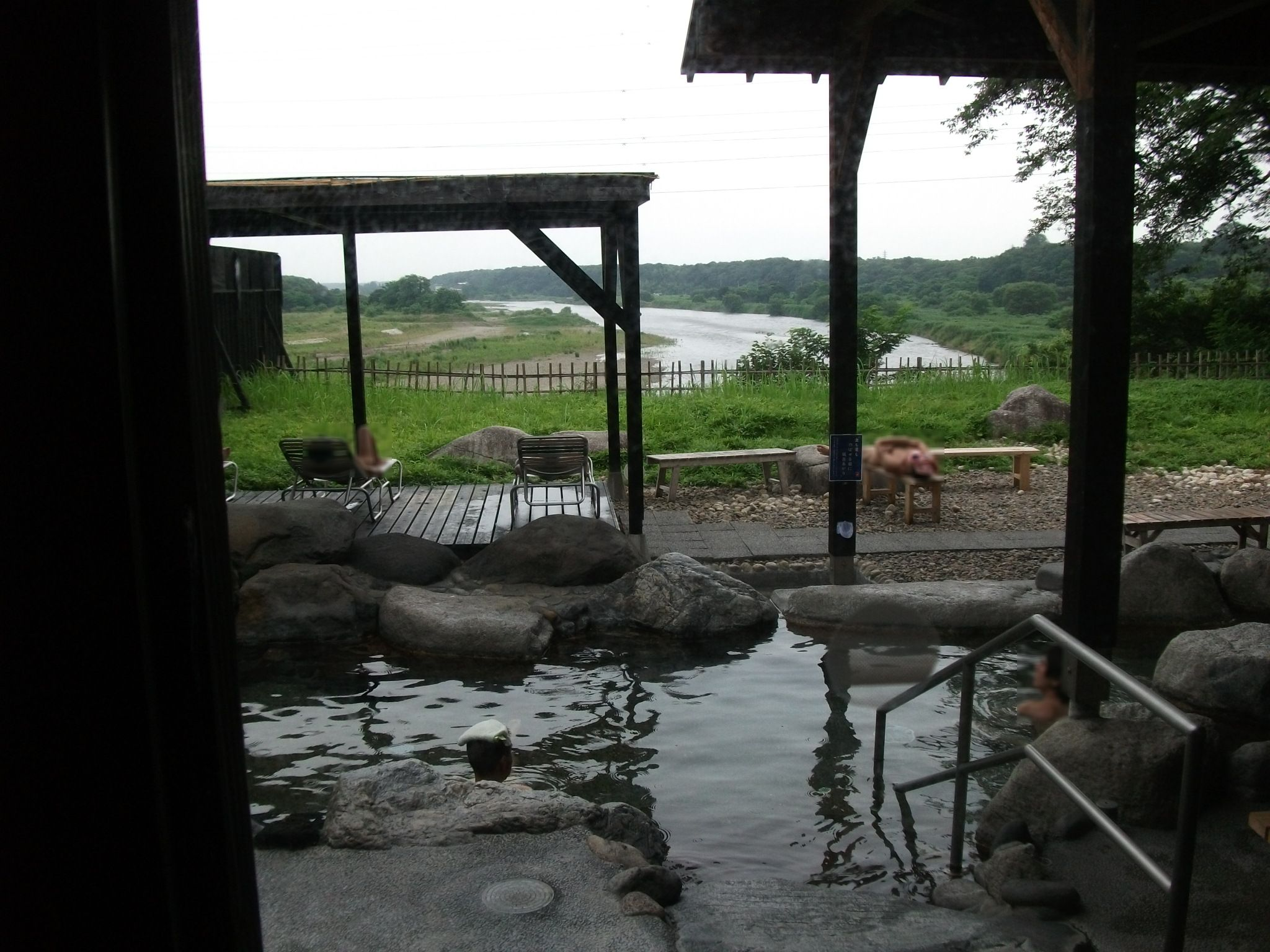
露天風呂

- 泉質：ナトリウム塩化物温泉。（2023年時点では単純温泉となっている。）
- 温泉湧出深度：地下1,800メートル（2005年10月、第二源泉湧出）
- 効能：糖尿病、創傷、火傷、神経痛、打撲、冷え性、動脈硬化など。
※ 効能は万人に対してその効果を保障するものではない。

## 主な設備
- 大露天風呂
- 壺風呂
- 檜風呂
- サウナ
- 水風呂
- お食事処
- 休憩所
- 特別室
- 宴会場
- マッサージコーナー
- アカスリコーナー
- バーベキューコーナー（芝生広場 併設）
- 露天風呂つきログハウス「思水館」

## アクセス
- 東北自動車道「佐野・藤岡IC」より国道50号経由約30分。国道4号沿い。

- JR小山駅西口からのバスが運行されている（ハーヴェストウォークへの送迎も兼ねる）。おおむね平日は一時間に2本、土休日は一時間に4本の運行。
かつては無料送迎バスとしてマイクロバスによる運用であったが、2020年4月より小山中央観光バスが受託する形で小山市コミュニティバス『おーバス』に編入され、「ハーヴェストウォーク線」として路線バス化された。路線バス化の際に運行経路にバス停が設置されて直行バスではなくなり、大人200円、小学生および65歳以上は100円の運賃が必要となっている（未就学児は無料）。無料送迎バス時代は乗り切れずに乗客を積み残すケースもあったが、車種が一般の乗り合いバスに変わったことで乗車定員は増えている。